# Little Langdale

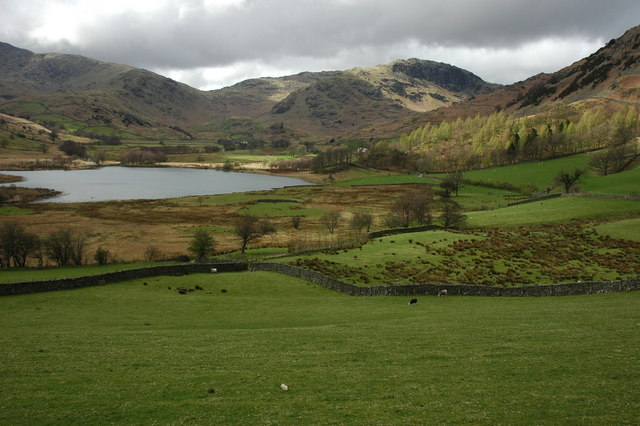
Little Langdale
mit dem Little Langdale Tarn

Little Langdale ist ein Tal im Lake District, Cumbria, England. Das Tal erstreckt sich in westlicher Richtung westlich des Ortes Skelwith Bridge. Das Tal wird im Norden durch das Lingmoor Fell vom Great Langdale Tal getrennt. Am westlichen Ende des Tals stellt der Wrynose Pass eine Verbindung zum Duddon Valley her. Nach Süden wird das Tal durch die Tilberthwaite Fells mit Wetherlam und Swirl How begrenzt.
Little Langdale war der Wohnort des Schwarzbrenners Lanty Slee und ein Durchgangsort für Schmuggler.